# Anopsobius relictus
Anopsobius relictus är en mångfotingart som först beskrevs av Chamberlin 1920.  Anopsobius relictus ingår i släktet Anopsobius och familjen fåögonkrypare. Inga underarter finns listade i Catalogue of Life.